# Villamanrique
Villamanrique település Spanyolországban, Ciudad Real tartományban. Villamanrique Almedina, Puebla del Príncipe, Montiel, Orcera, Chiclana de Segura, Montizón, Castellar, Santisteban del Puerto és Torre de Juan Abad községekkel határos. Lakosainak száma 1072 fő (2024).

## Népesség
A település népessége az elmúlt években az alábbi módon változott:
| Lakosok száma | 1630 | 1528 | 1500 | 1423 | 1357 | 1309 | 1239 | 1148 | 1114 | 1072 |
|               | 2001 | 2004 | 2006 | 2009 | 2011 | 2014 | 2016 | 2019 | 2021 | 2024 |